# Lothar Mertens
Lothar Mertens (2 de janeiro de 1959 - 4 de dezembro de 2006) foi um prolífico historiador alemão e estudioso das ciências sociais. O foco principal de sua produção foi a República Democrática Alemã (Alemanha Oriental, 1949-1990).